# Craugastor pechorum
Espèce
Synonymes
- Eleutherodactylus pechorum McCranie & Wilson, 1999

Statut de conservation UICN

 EN B1ab(iii) : En danger
Craugastor pechorum est une espèce d'amphibiens de la famille des Craugastoridae.

## Répartition
Cette espèce est endémique du Honduras. Elle se rencontre de 150 à 680 m d'altitude dans les départements de Colón et d'Olancho.

## Description
Le mâle holotype mesure 33,5 mm et la femelle paratype 41,2 mm.

## Publication originale
- McCranie & Wilson, 1999 : Two new species of the Eleutherodactylus rugulosus group (Amphibia: Anura: Leptodactylidae) from Honduras. Proceedings of the Biological Society of Washington, vol. 112, no 3, p. 515-522 (texte intégral).